# Комутатор (електротехника)
Комутатор (колектор) је електрични прекидач који периодично обрће смер струје у електричном мотору или електричном генератору. Комутатор омогућава моторима да раде на, односно генераторима да производе, једносмерну струју уместо наизменичне струје.

## Конструкција
Комутатор се обично састоји од пара међусобно изолованих бакарних контаката полуцилиндричног облика, причвршћених око извода ротирајућег дела и пара угљених четкица постављених на опругу која је причвршћена за стационарни део машине, које комплетирају електрично коло од намотаја ротора до изван машине. Трење између бакарних контаката и четкица изазива хабање обе површине. Угљене четкице, пошто су направљене од мекшег материјала, се хабају брже и пројектоване су да се могу лако заменити без растављања машине. Бакарни контакти су по правилу неприступачни и, на малим моторима, нису пројектовани да се могу поправити. На већим моторима, комутатори се могу изравнати глачањем. Сваки сегмент комутатора је изолован од суседног сегмента; већи мотори могу садржати стотине сегмената.

## Патенти
- Никола Тесла - [мртва веза] - Комутатор за динамо-електричне машине - 26. јануар 1886.
- Никола Тесла - [мртва веза] - Комутатор за динамо-електричне машине - 15. мај 1888.